# Catocala fredi
Catocala fredi là một loài bướm đêm trong họ Erebidae.